# Pulvermühle (Neustadt an der Aisch)
Pulvermühle ist ein Gemeindeteil der Kreisstadt Neustadt an der Aisch im Landkreis Neustadt an der Aisch-Bad Windsheim (Mittelfranken, Bayern). Pulvermühle liegt in der Gemarkung Birkenfeld.

## Geografie
Die einstige Einöde lag am Schweinachbach, einem rechten Zufluss der Aisch (49° 34′ 39,1″ N, 10° 34′ 50″ O). Mittlerweile ist die Pulvermühle in der Karl-Eibl-Straße (Bundesstraße 470) aufgegangen und umfasst das gesamte Industriegebiet mit Bahnhof.

## Geschichte
Der Ort (benannt nach einer 1708 zum unmittelbaren Herrschaftsbesitz gehörenden Pulvermühle) wurde um 1735 als „Pulvermühl“ erstmals schriftlich erwähnt.
Gegen Ende des 18. Jahrhunderts gehörte die 1698 durch den birkenfeldischen Klosterverwalter Johann Freuding errichtete Pulvermühle zur Realgemeinde Birkenfeld. Die Mühle hatte das brandenburg-bayreuthische Klosteramt Birkenfeld als Grundherrn. Unter der preußischen Verwaltung (1792–1806) des Fürstentums Bayreuth erhielt die Pulvermühle die Hausnummer 39 des Ortes Birkenfeld.
Im Geographischen statistisch-topographischen Lexikon von Franken (1801) wird der Ort folgendermaßen beschrieben:

„Pulvermühle, (die) liegt zwischen Neustadt und Birkenfeld am Schweinebach, war vielleicht vor Zeiten eine Pulvermühle, ist jetzt blos einer Wassermühle, hat aber doch ein Roßgetrieb damit verbunden.“

Von 1797 bis 1810 unterstand der Ort dem Justizamt Dachsbach und Kammeramt Neustadt. Im Rahmen des Gemeindeedikts wurde Pulvermühle dem 1811 gebildeten Steuerdistrikt Schauerheim und der 1813 gegründeten Ruralgemeinde Birkenfeld zugeordnet.
Ein seit 1888 bestehendes Sägewerk auf der Pulvermühle wurde 1902 zur Gebr. Selz’sche Holzverarbeitungsfabrik.
Am 1. Januar 1972 wurde Pulvermühle im Zuge der Gebietsreform in Bayern nach Neustadt an der Aisch eingemeindet.

### Baudenkmäler
- Bahnhof, Empfangsgebäude[12]
- Allee zwischen Stadt und Bahnhof[12]

### Einwohnerentwicklung
| Jahr      | 001818 | 001840 | 001861 | 001871 | 001885 | 001900 | 001925 | 001950 | 001961 | 001970 | 001987 |
| Einwohner | 18     | 18     | 9      | 12     | 7      | 6      | 15     | 57     | 29     | 15     | *      |
| Häuser    | 2      | 2      |        |        | 2      | 1      | 3      | 1      | 2      |        | *      |
| Quelle    | [ 14 ] | [ 15 ] | [ 16 ] | [ 17 ] | [ 18 ] | [ 19 ] | [ 20 ] | [ 21 ] | [ 22 ] | [ 23 ] | [ 24 ] |

## Religion
Der Ort ist evangelisch-lutherisch geprägt und bis heute nach St. Katharina (Schauerheim) gepfarrt. Die Katholiken sind nach St. Johannis Enthauptung (Neustadt an der Aisch) gepfarrt.